# Enchophora ensifera
Enchophora ensifera är en insektsart som först beskrevs av Ernst Friedrich Germar 1830.  Enchophora ensifera ingår i släktet Enchophora och familjen lyktstritar. Inga underarter finns listade i Catalogue of Life.